# بوغدان بلانيتش
بوغدان بلانيتش (مواليد 19 يناير 1992) هو لاعب كرة قدم صربي يلعب في مركز المدافع في نادي شباب الأهلي.

## روابط خارجية
- بوجدان بلانيش على موقع الاتحاد الأوربي (الإنجليزية)
- بوجدان بلانيش على موقع قاعدة بيانات كرة القدم.إي يو (الإنجليزية)
- بوجدان بلانيش على موقع Soccerbase.com (لاعب) (الإنجليزية)
- بوجدان بلانيش على موقع Soccerway.com (الإنجليزية)
- بوجدان بلانيش على موقع عالم كرة القدم.نت (الإنجليزية)